# Bang and Blame
«Bang and Blame» és el vint-i-setè senzill de la banda estatunidenca R.E.M., el segon extret de l'àlbum Monster, el 31 d'octubre de 1994 per Warner Bros. Records.
Malgrat ser la darrera cançó de la banda en ser número u de la llista estatunidenca de rock modern, no van incloure-la en les compilacions In Time: The Best of R.E.M. 1988–2003 ni Part Lies, Part Heart, Part Truth, Part Garbage 1982–2011. Diverses sèries com Cold Case, My Mad Fat Diary, Melrose Place i Law & Order: Trial by Jury van incloure la cançó en algun episodi.

## Llista de cançons
Totes les cançons foren escrites i compostes per Bill Berry, Michael Stipe, Peter Buck i Mike Mills. 
| 1.            | «Bang and Blame»                | 4:48 |
| 2.            | «Bang and Blame» (instrumental) | 4:48 |
| Durada total: | Durada total:                   | 9:36 |

| 1.            | «Bang and Blame»             | 4:48 |
| 2.            | «Bang and Blame» (K version) | 4:58 |
| Durada total: | Durada total:                | 9:46 |

| 1.            | «Bang and Blame»               | 4:48  |
| 2.            | «Losing My Religion» (directe) | 4:33  |
| 3.            | «Country Feedback» (directe)   | 4:12  |
| 4.            | «Begin the Begin» (directe)    | 3:26  |
| Durada total: | Durada total:                  | 16:59 |

- Totes les versions en directe van ser enregistrades al 40 Watt Club d'Athens el 19 de novembre de 1992.